# Ким Пен Хва
Ким Пен Хва (кор. 김병화 Ким Бёнхва, 24 июля (6 августа) 1905, Чапигоу, Никольск-Уссурийский уезд, Приморская область — 7 мая 1974, Ташкент) — председатель колхоза «Полярная звезда» Среднечирчикского района Ташкентской области Узбекской ССР.
Дважды Герой Социалистического Труда (1948, 1951).

## Биография
Родился 6 августа (24 июля по старому стилю) 1905 года в деревне Чапигоу (сейчас не существует) Никольск-Уссурийского уезда Приморской области (ныне территория Уссурийского района Приморского края) в крестьянской семье. Кореец. Родители незадолго до его рождения эмигрировали из Кореи в Россию. Окончил 4 класса в сельской школе.
В годы Гражданской войны участвовал в борьбе против японских интервентов в партизанском отряде. В 1927 году был призван в Красную Армию. В 1927 году вступил в ВКП(б). В 1929 году принимал участие в военных действиях во время конфликта на КВЖД. В 1930 году стал старшиной роты. Затем был командирован в Московское военное пехотное училище имени В. И. Ленина, которое окончил в 1932 году. Дальнейшую службу проходил командиром роты 76-го стрелкового полка 26-й Казанской стрелковой дивизии (город Елабуга, Татарстан).
В 1937 году началась депортация корейцев из Приморья. Старший лейтенант Ким Пен Хва 14 июля 1938 года был арестован как «участник националистической корейской организации „Новое бюро корейской компартии“». В апреле 1939 года дело прекращено за отсутствием состава преступления, но с армией пришлось расстаться. Ким Пен Хва был уволен в запас. Приехал в Узбекистан, куда были депортированы родственники.
В 1940 году по рекомендации Среднечирчикского райкома партии на общем собрании колхоза «Полярная звезда» он был избран председателем колхоза. C этого времени работал председателем колхоза, который возглавлял более 34 лет.
Член КПСС с 1927 года. Депутат Верховного Совета Узбекской ССР 2—7-го созывов.
Скончался 7 мая 1974 года. Похоронен на мемориальном кладбище «Чигатай» в Ташкенте.

## Награды и звания
- дважды Герой Социалистического Труда:
  - 27.04.1948 и 26.08.1951 — за высокие урожаи хлопка.
- 4 ордена Ленина (27.04.1948; 18.05.1948; 13.06.1950; 11.01.1957)
- орден Октябрьской Революции
- 2 ордена Трудового Красного Знамени (23.01.1946; 16.01.1950)
- орден «Знак Почета» (25.12.1945)
- медали
- медали ВСХВ и ВДНХ
- Заслуженный хлопкороб Узбекской ССР (1964)

## Сочинения
- Ким П. Опыт выращивания высоких урожаев хлопка : Колхоз «Полярная звезда» Средне-Чирчик. района Ташкент. обл. / Ким Пенхва, пред. колхоза «Полярная звезда», дважды Герой Соц. Труда, депутат Верховного Совета Узб. ССР ; [Лит. запись П. П. Гридасова]. — М. : Сельхозгиз, 1953. — 48 с. — (Передовой опыт в сельском хозяйстве).
- Ким П. На пути к изобилию : Опыт развития колхоза «Полярная звезда» Урта-Сарайского района Ташк. обл. / Ким Пен Хва, пред. колхоза, дважды Герой Соц. Труда ; [Лит. запись и обработка Н. Р. Артемьева]. — Ташкент : Госиздат УзССР, 1954. — 68 с.

## Память

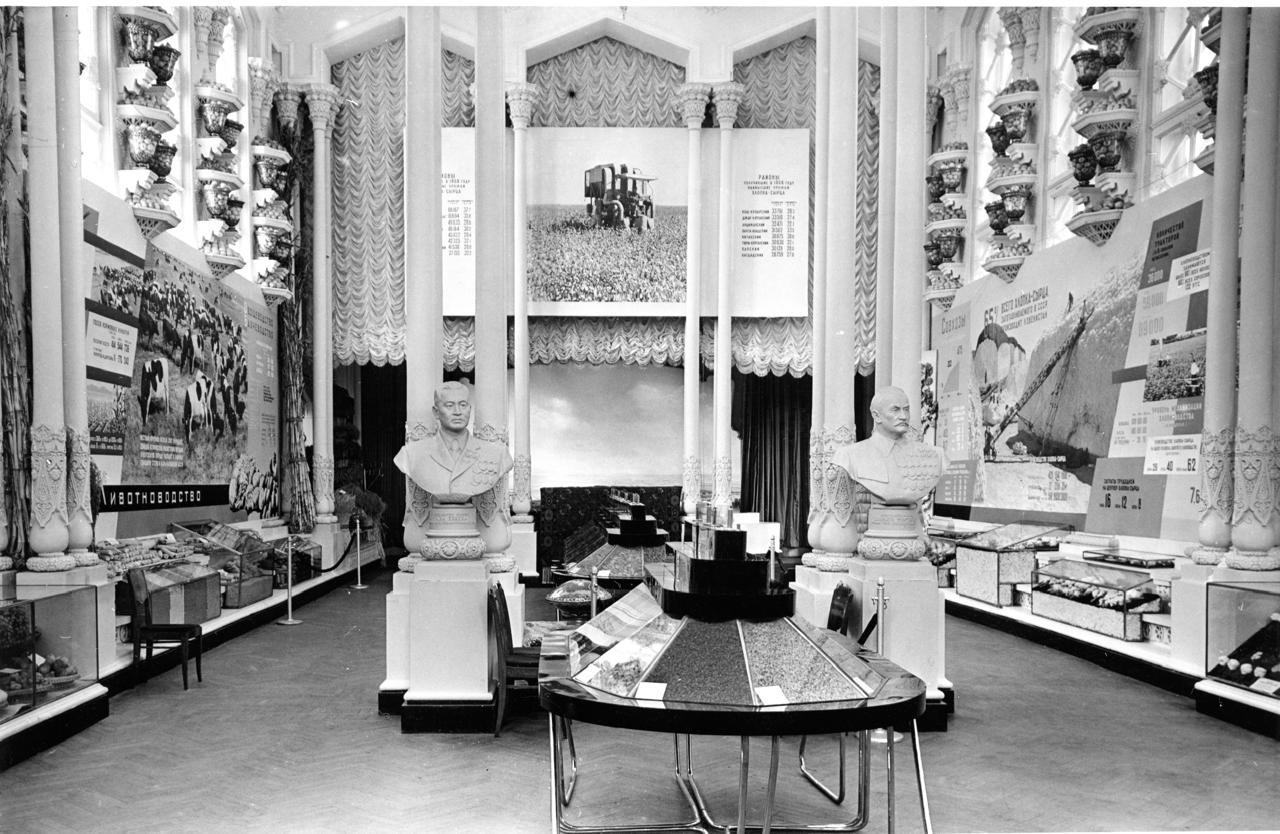
Бюсты Дважды героя труда Ким Пен Хва и Трижды героя труда Хамракула Турсункулова в павильоне "Узбекистан" на ВДНХ. 60-е, 70-е годы.

Бронзовый бюст дважды Героя Социалистического Труда был сооружён у кишлака Чивин-тепа Среднечирчикского района Ташкентской области (в усадьбе колхоза «Полярная звезда»), ставшего второй родиной Ким Пен Хва. После смерти, решением ЦК КПУ и Советов министров Узбекской ССР от 27 июля 1974 г., его имя присвоено колхозу «Полярная звезда». В 1991 году он был преобразован в народную корпорацию имени Ким Пен Хва, а в настоящее время представляет собой фермерское хозяйство. В столице Узбекистана городе Ташкенте одна из улиц носила его имя (в 1991 году переименована в улицу Янги Куйлюк).
Торжественно отмечалось 100-летие со дня его рождения.
В 1999 году внуком Ким Пен Хва, Робертом Борисовичем, создана НКО «Благотворительный фонд имени Ким Пён Хва», который в 2024 году отмечает свое 25-летие.. С 2016 года Фонд проводит Фестиваль корейской культуры «Чусок», в 2022 году он прошел на ВДНХ. Именно здесь, на ВДНХ, в павильоне «Узбекистан», в советское время были установлены бюст Ким Пен Хва, вместе с бюстом его узбекского друга и коллеги, Турсункулов, Хамракул, Трижды Героя труда. Фондом было организовано издание юбилейного каталога «Ким Пён Хва. Жизнь-подвиг» к 110-летию со дня рождения. Фонд также учредил почётный знак «За вклад в содружество культур, содружество народов».